# 紀元前241年
紀元前241年（きげんぜん241ねん）は、ローマ暦の年である。
当時は、「アウルス・マンリウス・ティトゥス・トルクァトゥス・アッティクスとクィントゥス・ルタティウス・カトゥルス・ケルコが共和政ローマ執政官に就任した年」として知られていた（もしくは、それほど使われてはいないが、ローマ建国紀元513年）。紀年法として西暦（キリスト紀元）がヨーロッパで広く普及した中世時代初期以降、この年は紀元前241年と表記されるのが一般的となった。

## 他の紀年法
- 干支 : 庚申
- 日本
  - 皇紀420年
  - 孝霊天皇50年
- 中国
  - 秦 - 始皇6年
  - 楚 - 考烈王22年
  - 斉 - 斉王建24年
  - 燕 - 燕王喜14年
  - 趙 - 悼襄王4年
  - 魏 - 景湣王2年
  - 韓 - 桓恵王32年
- 朝鮮 :
- ベトナム :
- 仏滅紀元 : 306年
- ユダヤ暦 :

## できごと

### ローマ
- ローマがカルタゴの艦隊を破り、第一次ポエニ戦争が終結。ローマがシチリア島を獲得する。

### ペルガモン
- アッタロス1世がおじのエウメネス1世からペルガモンの王座を引き継いだ。

### エジプト
- シリア戦争が終了。プトレマイオス朝が勝利し、セレウコス朝は弱体化していった。プトレマイオス朝は小アジアのエフェソス、トラキアおよびキリキアと同様にシリアのオロンテス川地域、アンティオキアを統治した。

### 中国
- 楚の春申君が楚・趙・魏・韓・燕の5カ国連合軍を率いて秦を攻撃した。寿陵を奪い、函谷関を攻めたが、敗走した（函谷関の戦い）。
- 始皇六年、龐煖将趙・楚・魏・燕之鋭師、攻秦最が不抜
- 楚が寿春に遷都し、郢と呼んだ。
- 秦が魏の朝歌と衛の濮陽を陥落させた。衛の元君は野王に移された。

## 誕生
- アンティオコス3世、セレウコス朝の君主（+ 紀元前187年）

## 死去
- アギス4世、スパルタ王
- エウメネス1世、ペルガモン王国国王
- アルケシラオス、ギリシャの哲学者（* 紀元前316年/紀元前315年頃）